# Владан Ђогатовић
Владан Ђогатовић (Ивањица, 3. новембра 1984) српски је фудбалски голман који тренутно наступа за Гриндавик.

## Каријера
Владан Ђогатовић је рођен у Ивањици, а своје прве фудбалске кораке забележио је у локалном Јавору, 1995. године. У том клубу је прошао све млађе категорије, а затим прикључен и првом тиму, где је током неколико сезона имао статус резервисте. Након позајмица нижелигашима, Будућности из Ариља и Драгачеву из Гуче, те паузе због служења војног рока, Ђогатовић је лета 2008. године уступљен краљевачкој Слоги, где је током сезоне 2008/09. у Српској лиги Запад био међу најстандарднијим првотимцима, доприневши на тај начин пласману клуба у виши степен такмичења. Касније је једну полусезону провео и у екипи Младости из Лучана, док је 2010. узео исписницу и напустио свој матични клуб. Истог лета приступио је крагујевачком Радничком, где се задржао до краја календарске године. Почетком 2011. прешао је у Нови Пазар, а након уласка клуба у Суперлигу Србије, Ђогатовић је одиграо своје прве утакмице у том такмичењу, те је био најбоље оцењени играч Новог Пазара након првог дела сезоне 2011/12. Услед инцидента током утакмице 17. кола Суперлиге у сезони 2012/13, против Радничког из Крагујевца, Ђогатовић је суспендован од стране Дисциплинке комисије Фудбалског савеза Србије на две утакмице. Пред почетак сезоне 2013/14, Ђогатовић је приступио Металцу из Горњег Милановца, где је током исте стандардно наступао у Првој лиги Србије.
По окончању такмичарске сезоне, Ђогатовић се лета 2014. вратио у матични Јавор. Са клубом је након једне сезоне поново изборио пласман у Суперлигу Србије, док је недуго затим изабран за најбољег спортисту Ивањице за 2015. Заједно са тадашњим капитеном клуба, Милованом Миловићем, Ђогатовић је лета 2017. продужио уговор са клубом. Након 13. такмичаске недеље, за сезону 2017/18. и утакмице против Чукаричког на Бановом брду, завршене без погодака, Ђогатовић је изабран за играча кола у Суперлиги Србије. На тај начин постао је први чувар мреже, који је добио то признање током сезоне. По окончању јесењег дела сезоне 2018/19. у Првој лиги Србије, Ђогатовић је споразумно раскинуо уговор са Јавором и клуб напустио као слободан играч. У првим данима наредне године, озваничио је сарадњу са исландским клубом, Гриндавиком.

## Трофеји и награде

### Екипно
Јавор Ивањица
- Прва лига Србије: 2007/08.[3]

Слога Краљево
- Српска лига Запад: 2008/09.[7]

### Појединачно
- Најбољи спортиста општине Ивањица у мушкој конкуренцији за 2015. годину.[2]